# José Joaquim Lopes de Lima

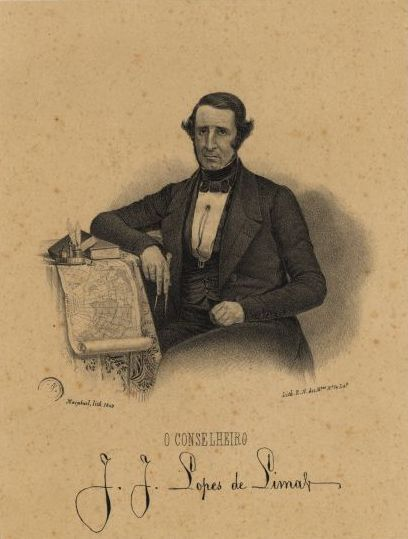
José Joaquim Lopes de Lima

José Joaquim Lopes de Lima (* zwischen 1796 und 1798 in Porto/Portugal; † 8. November 1852 in Batavia/Niederländisch-Indien) war ein portugiesischer Offizier, Politiker und Administrator verschiedener Gebiete in Portugal und seinen Überseegebieten. Zuletzt führte er die Titel capitão de mar e guerra und governador do Timor e Solor.

## Leben

Flagge der Liberalen

Lopes de Lima wanderte 1820 nach Brasilien aus, als es in Portugal zur Liberalen Revolution kam. Durch sie wurde das Land in eine konstitutionelle Monarchie umgewandelt und erhielt 1822 seine erste demokratische Verfassung. 1826 diktierte der neue König Peter IV. (Pedro IV.) von Portugal von seinem Regierungssitz in Rio de Janeiro aus eine neue Verfassung, die so genannte Carta Constitucional. Diese war wesentlich konservativer als die Verfassung von 1822, da Peter IV. hoffte, durch die Carta auch die Wünsche der Absolutisten zufriedenzustellen.
Peter IV. war gleichzeitig als Peter I. Kaiser von Brasilien. Da es ihm klar war, dass er Portugal nicht dauerhaft von Brasilien aus regieren konnte, übertrug er den portugiesischen Thron seiner minderjährigen Tochter Maria II. Zu ihrer Volljährigkeit sollte sie ihren Onkel heiraten, der 1826 die Regentschaft übernahm. Doch dann schaffte der Onkel die Charta ab, kehrte zum Absolutismus zurück, entthronte Maria II. und ließ sich 1828 als Michael I. (Miguel I.) krönen. Peter I. wollte diesen Vertrauensbruch durch seinen Bruder nicht durchgehen lassen und dankte daher als Kaiser von Brasilien ab, um sich als Herzog von Braganza wieder um Portugal zu kümmern. Es kam zum Miguelistenkrieg (Lutas Liberais), während dessen Lopes de Lima als Marineoffizier nach Portugal zurückkehrte und in dessen Laufe er zum Kapitän aufstieg. 1834 wurde Michael I. ins Exil und zur Abdankung gezwungen. Maria II. kehrte auf den Thron zurück und die Carta Constitucional trat wieder in Kraft. Die rechtsliberalen Anhänger der Carta wurden als Cartisten bezeichnet, zu denen auch Lopes de Lima gehörte. Sie stellten nun die Regierung.
Doch 1836 kam es zur Septemberrevolution, in der die linksliberalen Befürworter der Verfassung von 1822, die Setembristen (Setembristas), die Macht übernahmen. Lopes de Lima verfasste gegen sie eine Vielzahl von Flugblättern und Artikel in den Journalen A Carta, O Estudante und A Matraca. Daneben schrieb er über Poesie, Theater und Geschichte, bei denen sich ebenfalls seine politische Einstellung widerspiegelte. 1842 gelang António Bernardo da Costa Cabral ein neuer Staatsstreich und die Cartisten übernahmen wieder die Regierung.
Lopes de Lima übernahm in seinem Leben verschiedene Ämter. Er war Ratsherr, Mitglied der Cortes und Gouverneur von verschiedenen Distrikten in Portugal und seinen Überseegebieten.
In Goa war Lopes de Lima Marineverwalter. Als dort 1840 der Generalgouverneur Manuel José Mendes, Baron von Candal, ermordet wurde, übernahm zunächst ein Regierungsrat (Conselho de Governo do Estado da Índia) die Verwaltung und übergab sie dann an Lopes de Lima als Interimsgouverneur. In diesem Amt regierte er offiziell den gesamten portugiesischen Kolonialbesitz in Asien. Lopes de Lima führte Reformen in allen Bereichen der Administration durch: Finanzwesen, Streitkräfte und Justiz. Ihm werden in diesem Zusammenhang „mangelnde Energie, Ausdauer, Klugheit, Mut,“ sowie „Fehler und Leichtfertigkeiten“ vorgeworfen. Lopes de Lima verursachte damit in Goa politische Spannungen, die soweit führten, dass sich im April 1842 ein Bataillon weigerte nach Macau zu gehen und revoltierte. Der Senat von Macau war in Sorge aufgrund der damaligen Spannungen zwischen China und den Engländern in Hongkong. Statt direkt gegen die Revolte vorzugehen, trat Lopes de Lima zurück, übergab seine Amtsgewalt wieder an einen Regierungsrat und floh nach Bombay, wo er sich mit einem Hilfsgesuch an die britische Kolonialregierung wandte. Seine Bitte wurde abgelehnt. Lopes de Lima wurde als Generalgouverneur abgesetzt und musste sich aufgrund dieses Vorfalls in Lissabon vor dem Kriegsrat verantworten, wurde aber freigesprochen. Ministerpräsident Costa Cabral soll sich hierbei persönlich für Lopes de Lima eingesetzt haben.

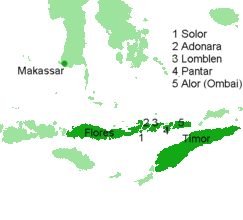
Portugiesische Besitzungen auf den Kleinen Sundainseln im 16. bis 19. Jahrhundert

Auf Costa Cabrals Betreiben hin wurde Lopes de Lima zum königlichen Beauftragten für die Verhandlungen mit den Niederlanden über die Gebietsstreitigkeiten zwischen den beiden Kolonialmächten auf den Kleinen Sundainseln ernannt. Die Verhandlungen blieben aber zunächst erfolglos. 1851 wurde Lopes de Lima zum Gouverneur von Portugiesisch-Timor ernannt, zu dessen Gebiet auch die anderen portugiesischen Besitzungen auf den Kleinen Sunda-Inseln gehörten. Am 23. Juni erreichte Lopes de Lima Dili an Bord des Kanonenboots Mondego. Am 30. Oktober 1850 hatte Portugiesisch-Timor den Status einer autonomen Provinz erhalten, die Lissabon direkt unterstellt war. Grund war Lopes de Lima, da er zuvor bereits einstweiliger Generalgouverneur von Goa gewesen war. Eine Ernennung zum einfachen Distriktsgouverneur (Governador Subalterno) wäre einer Degradierung gleichgekommen. Militärisch hatte Lopes de Lima den Rang eines Kapitäns der Marine inne.
Um den Handel der Kolonie wieder unter portugiesische Kontrolle zu bringen, gründete Lopes de Lima eine konzessionierte Handelsgesellschaft. Sie sollte das Handelsmonopol für Portugiesisch-Timor haben. Die chinesischen Kaufleute der Kolonie wurden verpflichtet, alle Käufe und Verkäufe über seine Gesellschaft abzuwickeln. Er zeichnete selbst 6.000 Rupien und zwang die Funktionäre und Kaufleute von Dili die zusätzlichen zwei Drittel des benötigten Kapitals aufzubringen. Pläne, Anteile in Makassar, Singapur und Batavia zu verkaufen, scheiterten. Mit dem Geld wurde ein Schoner gekauft, der den Warentransport für die Kolonie übernehmen sollte. Doch die Kontrolle über die Handelswege im Inselinneren fehlte, so dass Kaffee, Sandelholz und andere Exportgüter statt nach Dili zu anderen Häfen, wie dem niederländischen Atapupu gebracht  wurden. Lopes de Limas Schoner blieb ohne Ladung im Hafen von Dili, bis dem Unternehmen schließlich das Geld ausging.
Auch die Verwaltung versuchte Lopes de Lima zu reorganisieren und verhandelte weiter mit den Niederländern über den kolonialen Grenzverlauf. Schließlich kam er mit den Niederländern zu einer Vereinbarung. Darin gab er die portugiesischen Ansprüche auf den Großteil von Westtimor zu Gunsten der Niederländer auf. Außerdem wurden gleichzeitig der Ostteil von Flores, Solor, Pantar und Alor an die Niederländer für 200.000 Florins verkauft, jedoch ohne Autorisation der portugiesischen Regierung. Grund für die Eile war der akute Geldmangel der kolonialen Verwaltung in Dili. Die Beamten hatten seit zwei Jahren keinen Lohn mehr erhalten, das Kriegsschiff Mondego war reparaturbedürftig und Lopes de Lima wollte seinen Schoner ankaufen. Daher verlangte er auch eine sofortige Auszahlung einer ersten Rate von 80.000 Florins.
Wie zu erwarten stand, fiel der Gouverneur in Ungnade, als Lissabon von dem Vertrag erfuhr, obwohl die verkauften Gebiete eher eine Last als einen Gewinn für das portugiesische Kolonialreich darstellten. Am 8. September 1852 traf Lopes de Limas Nachfolger Manuel de Saldanha da Gama (1852 bis 1856) an Bord der Mondego in Dili ein, ließ ihn in Arrest nehmen und schickte ihn nach Lissabon zurück. Lopes de Lima starb allerdings auf der Rückreise mit der Mondego in Batavia an einem Fieber.
Afonso de Castro, Lopes de Limas späterer Nachfolger als Gouverneur Timors, nannte dessen Vorgehen das „größte Verbrechen im Bereich der Diplomatie“, gestand Lopes de Lima aber zu, dass die Höhe der Verkaufssumme den Schaden wieder wettmache, weswegen die harten Maßnahmen aus Sicht Castros unverständlich waren. Erklärbar ist dies durch die politischen Veränderungen in Portugal. 1851 hatte sich ein Teil des Militärs gegen Costa Cabral erhoben, woraufhin dieser zurücktrat. Lopes de Lima verlor damit seinen Protegé und die Setembristen, die nun wieder an der Macht waren, nutzten den Verkauf der Besitzungen um gegen die Vorgängerregierung Stimmung zu machen. Es wurde sogar das Gerücht ausgestreut, Lopes de Lima sei mit dem Geld nach Amerika geflohen. Auch die Vorfälle in Goa spielten bei der Stimmung gegen Lopes de Lima eine Rolle.
Doch die Vereinbarungen konnten nicht mehr rückgängig gemacht werden, auch wenn der Vertrag über die Grenzen 1854 neu verhandelt wurde und erst 1859 als Vertrag von Lissabon ratifiziert wurde.

## Auszeichnungen
Lopes de Lima war Ordensritter von Avis und Träger des Turm- und Schwertordens.

## Belege

### Hauptnachweise
- History of Timor – Technische Universität Lissabon (PDF-Datei; 805 kB)
- Monika Schlicher: Portugal in Osttimor. Eine kritische Untersuchung zur portugiesischen Kolonialgeschichte in Osttimor 1850 bis 1912. Abera, Hamburg 1996, ISBN 3-931567-08-7, (Abera Network Asia-Pacific 4), (Zugleich: Heidelberg, Univ., Diss., 1994).